# Rádio Brno 95,7
Rádio Brno 95,7 byla první soukromá rozhlasová stanice na jižní Moravě, která zahájila své vysílání počátkem října 1991. Svým signálem v průběhu devadesátých let pokrývala město Brno, přilehlé i vzdálenější obce od jihovýchodu až po jihozápad moravské metropole. K ukončení vysílání došlo na konci roku 2001, jelikož stanici nebyla prodloužena licence.

## Obsah vysílání
Vysílání rádia se vyznačovalo pestrým moderovaným programem a hudbou ve stylu pop-rock. Za dobu své ne příliš dlouhé existence prošla tato stanice několika zásadními změnami, které se týkaly jak programu, hudebního formátu, tak i technického vybavení. V dubnu roku 1993 došlo k první výraznější změně ve vysílání, kdy ubylo moderovaných vstupů, rozhovorů s hosty i zábavy a výraznější prostor dostala hudba, předtočené pořady a více zpravodajství. V tomto stylu vysílalo rádio až do 17.11.1997, kdy se do programu vrátily moderované bloky, ale také se radikálně změnil hudební formát. Pop music vystřídalo country a folk. Výrazněji také přibylo české hudby. S tím souvisela i změna názvu. Nejprve byla stanice přejmenována na Rádio Brno ve stylu country, po sporech s pražským Country rádiem pak na Rádio Valc Brno. V této podobě stanice vysílala až do konce roku 2001.   
Stanice v devadesátých letech výrazně přispívala k pestrosti programové a hudební nabídky v jihomoravském éteru. Ve studiích a za mikrofony této první soukromé stanice v regionu působilo několik začínajících i zkušených moderátorů, dramaturgů i zvukových techniků, kteří dnes nadále působí ve veřejnoprávních i soukromých médiích.  
Moderátoři v počátcích vysílání: Borek Kapitančik (pořad Rádioráno), Tomáš Čisárik, Aleš Zbořil, Vít Starka, Naďa Jandová, Martina Loupová, Petr Holík, Michal Popelka, Vlasta Korec, Petra Štastná, zprávy Renata Jandzisová a Radka Fojtlová.  
Moderátoři a redaktoři v druhé polovině 90. let: Michal Šebela, Dušan Volejník, Patrick Diviš, Simona Polcarová, Šárka Motalová, Michal Chylík, Hana Puchriková, Libuše Valcová, Pavel Neužil, František Trnčák, Pavel Nohel, Marcel Herbolt, Tomáš Pacek, Libor Velek, Monika Brindzáková a další.   

## Distribuce signálu
Vysílací studio, sídlo vedení a redakce rádia se nacházely v sedmém patře administrativní budovy v brněnské části Lesná na ulici Okružní 29a. Na střeše téhož objektu byla rovněž umístěna vysílací anténa. Dodnes z dálky patrný přibližně 10 metrů vysoký stožár je jedinou dochovanou upomínkou na zašlou slávu této stanice. Vysílač značky Rohde Schwarz šířící FM signál na frekvenci 95,7 MHz s výkonem 1 kW zajišťoval kvalitní pokrytí nejen samotného Brna, ale také rozsáhlé oblasti zejména na jihovýchod, jih a jihozápad od města. Po pěti letech provozu však došlo z důvodu koordinace kmitočtů v pásmu VKV ke změně přidělené frekvence z 95,7 MHz na 103,4 MHz a přesunu vysílače na Hády. Od tohoto okamžiku zajišťoval spojení studia a vysílače mikrovlnný spoj. Frekvence 103,4 MHz pak rádiu zůstala až do vypršení licence. Kvůli chybě Rady pro rozhlasové a televizní vysílání v licenčním řízení muselo Rádio Valc Brno svoji jedinou frekvenci opustit. Od 1. ledna 2002 se pak na 103,4 MHz ozvalo vysílání nově vzniklé stanice Rádio Petrov.
Ještě několik let poté šířilo Rádio Valc Brno svůj program na internetu a v kabelovém vysílání v síti UPC.   

## Zajímavosti
Jednu ze znělek Rádia Brno 95,7 je možné zaslechnout i v šestnácté minutě filmu Věry Chytilové Dědictví aneb Kurvahošigutntag.
V pátek dne 26. prosince 1996 přepadl Rádio Brno (tehdy již vysílající na frekvenci 103,4 MHz) neznámý pachatel. Krátce před 21. hodinou vnikl do odbavovacího studia a zaútočil valaškou na moderátora a redaktorku, kteří se právě připravovali na vysílání zpravodajské relace. Způsobil jim lehká poranění a poškodil vybavení studia. Píseň skupiny Elán Van Goghovo ucho tak byla náhle přerušena a ve vysílání se na několik desítek minut rozhostilo ticho. Motiv činu nebyl objasněn a pachatele se nepodařilo vypátrat.